# Димитър Димитровски
Димитър Димитровски-Такец (на македонска литературна норма: Димитар Димитровски - Такец) е журналист, писател и художник от Република Македония.

## Биография
Роден е в 1922 година в град Битоля, тогава в Кралството на сърби, хървати и словенци. Получава основно и гимназиално образование в родния си град. Учи право в Софийския и Белградския университет. Работи като юрисконсулт, селски учител и новинар - в продължение на 30 години е битолски дописник на вестник „Нова Македония“. В „Битолски Весник“ поддържа рубриката „Хора, събития и живот“ от юни 1995 година до април 1999 година. След това пише за Битоля в електронните медии.
Същевременно се изявява като художник, поет и музикант. Също така изследва историята на Битоля през Първата световна война, събира материали за Братя Манаки, за Мустафа Кемал, за Рихард Вагнер и Димитриос Лалас. Има 16 самостоятелни изложби на акварели, рисунки, пастел и масло. Като музикант е автор на 20 композиции, сред които „Битола сакан мой град“, „Ей Пелистере гулабе мой“, „Жетварска серенада“, „Семакедонско исконско оро“ и хумористични народни песни: „Болен дедо“, „По либе во Битола“ и „Манако“. Същевременно е автор и на няколко стихосбирки. Член е на Дружеството за наука и изкуство - Битоля от 1976 година. Член е и на Дружеството на художниците - Битоля.
Носител е на Големия плакет на Битоля 1944-1969, награда за новинарство „Кръсте П. Мисирков“, награда за изкуство „4-ти ноември“ в 1970 година, медал на труда.
Умира на 1 май 2015 година.